# Prima Ligă a Kârgâzstanului
Prima Ligă a Kârgâzstanului este primul eșalon din sistemul competițional fotbalistic din Kârgâzstan.

## Echipele sezonului 2015
- DSK Neftchi (Kochkor-Ata)
- FK Abdysh-Ata (Kant)
- FK Ala-Too Naryn (Naryn)
- FK Alay (Oș)
- FK Aldiyer Kurshab (Kur;ab)
- FK Alga (Bișkek)
- Dordoi FK (Bișkek)
- FK Kara Balta (Kara-Balta)

## Campioane

### Campioane din perioada sovietică
| - 1934 Echipa orașului Frunze - 1935 Dinamo Frunze - 1936 Burevestnik Frunze - 1937s Spartak Frunze - 1937f Burevestnik Frunze - 1938s Dinamo Frunze - 1938f Dinamo Frunze - 1939-44 not played - 1945 Echipa orașului Frunze - 1946 Spartak Frunze - 1947 Spartak Frunze | - 1948 Spartak Frunze - 1949 Burevestnik Frunze - 1950 Spartak Frunze - 1951 Echipa orașului Frunze - 1952 Dinamo Frunze - 1953 Osh Region Team - 1954 Echipa orașului Frunze - 1955 Echipa orașului Frunze - 1956 Echipa orașului Frunze - 1957 Frunze Region Team - 1958 Torpedo Frunze | - 1959 Torpedo Frunze - 1960 SKIF Frunze - 1961 Echipa orașului Mayli-Say - 1962 Alga Kalininskoye - 1963 Alga Kalininskoye - 1964 Selmașeveț Frunze - 1965 Alga Kalininskoye - 1966 Selmașeveț Frunze - 1967 Alga Kalininskoye - 1968 Selmașeveț Frunze - 1969 Instrumentalșcik Frunze | - 1970 Selmașeveț Frunze - 1971 Elektrik Frunze - 1972 Selmașeveț Frunze - 1973 Selmașeveț Frunze - 1974 Tekstilshchik Osh - 1975 Instrumentalșcik Frunze - 1976 Stroitel Jalal-Abad - 1977 Selmașeveț Frunze - 1978 Instrumentalșcik Frunze - 1979 Selmașeveț Frunze - 1980 Instrumentalșcik Frunze | - 1981 Instrumentalșcik Frunze - 1982 Instrumentalșcik Frunze - 1983 Instrumentalșcik Frunze - 1984 Instrumentalșcik Frunze - 1985 nu s-a disputat - 1986 Selmașeveț Frunze - 1987 Selmașeveț Frunze - 1988 Selmașeveț Frunze - 1989 Selmașeveț Frunze - 1990 Selmașeveț Frunze - 1991 Selmașeveț Frunze |

### De la independență
Campioanele țării de la proclamarea independenței:
| An   | Campioană                      | Vicecampioană              | Golgeter                                                                     | Jucătorul anului                   |
| ---- | ------------------------------ | -------------------------- | ---------------------------------------------------------------------------- | ---------------------------------- |
| 1992 | Alga Bishkek (1)               | SKA Dostuk Sokuluk         | Igor Sergeyev – SKA Dostuk Sokuluk (26)                                      |                                    |
| 1993 | Alga-RIIF Bishkek (2)          | Spartak Tokmak             | Davron Babayev – Dynamo Alay Osh (38)                                        |                                    |
| 1994 | Kant-Oil Kant (1)              | Semetey Kyzyl-Kiya         | Aleksandr Merzlikin – Kant-Oil Kant (25)                                     |                                    |
| 1995 | Kant-Oil Kant (2)              | Alga Bishkek               | Aleksandr Merzlikin – Kant-Oil Kant (27)                                     |                                    |
| 1996 | Metallurg Kadamjay (1)         | AiK Bishkek                | Aleksandr Merzlikin – AiK Bishkek (17)                                       |                                    |
| 1997 | Dinamo Bishkek (1)             | Alga-PVO Bishkek           | Farkhat Khaitbayev – KVT Dinamo Kara-Balta (17)                              |                                    |
| 1998 | CAG-Dinamo-MVD Bishkek (2)     | SKA-PVO Bishkek            | Sergey Gaizitdinov – Semetei Kyzyl-Kiya (23)                                 |                                    |
| 1999 | CAG-Dinamo Bishkek (3)         | SKA-PVO Bishkek            | Ismail Malikov – Zhashtyk Ak Altyn Kara-Suu (16)                             |                                    |
| 2000 | SKA-PVO Bishkek (3)            | Dinamo Bishkek             | Valeriy Berezovskiy – SKA-PVO Bishkek (32)                                   |                                    |
| 2001 | SKA-PVO Bishkek (4)            | Zhashtyk Ak Altyn Kara-Suu | Nurlan Rajabaliyev – Zhashtyk Ak Altyn Kara-Suu (28)                         |                                    |
| 2002 | SKA-PVO Bishkek (5)            | Zhashtyk Ak Altyn Kara-Suu | Yevgeny Boldygin – Zhashtyk Ak Altyn Kara-Suu (19)                           |                                    |
| 2003 | Zhashtyk Ak Altyn Kara-Suu (1) | SKA-PVO Bishkek            | Roman Kornilov – SKA-PVO Bishkek (39)                                        |                                    |
| 2004 | Dordoi-Dynamo Naryn (1)        | SKA-Shoro Bishkek          | Zamirbek Jumagulov – Dordoi-Dynamo Naryn (28)                                |                                    |
| 2005 | Dordoi-Dynamo Naryn (2)        | SKA-Shoro Bishkek          | Yevgeny Boldygin – Zhashtyk Ak Altyn Kara-Suu (23)                           |                                    |
| 2006 | Dordoi-Dynamo Naryn (3)        | Abdish-Ata Kant            | Vyacheslav Pryanishnikov – Abdish-Ata Kant (24)                              |                                    |
| 2007 | Dordoi-Dynamo Naryn (4)        | Abdish-Ata Kant            | Almazbek Mirzaliev – Abdish-Ata Kant (21)                                    |                                    |
| 2008 | Dordoi-Dynamo Naryn (5)        | Abdish-Ata Kant            | Hurshil Lutfullaev – Abdish-Ata Kant David Tetteh – Dordoi-Dynamo Naryn (13) |                                    |
| 2009 | Dordoi-Dynamo Naryn (6)        | Abdish-Ata Kant            | Maxim Kretov – Dordoi-Dynamo Naryn (21)                                      | Daniel Tagoe – Dordoi-Dynamo Naryn |
| 2010 | FC Neftchi Kochkor-Ata (1)     | Dordoi Bishkek             | Talaybek Djumatayev – FC Neftchi Kochkor-Ata (15)                            | Azamat Baimatov – Dordoi Bishkek   |
| 2011 | Dordoi Bishkek (7)             | FC Neftchi Kochkor-Ata     | Vladimir Verevkin – Alga Bishkek (12)                                        |                                    |
| 2012 | Dordoi Bishkek (8)             | Alga Bishkek               | Kayumjan Sharipov – Dordoi Bishkek (17)                                      |                                    |
| 2013 | Alay Osh (1)                   | Dordoi Bishkek             | Almazbek Mirzaliev (20)                                                      |                                    |
| 2014 | Dordoi Bishkek (9)             | Abdish-Ata Kant            | Kaleemullah (18)                                                             | Kaleemullah – Dordoi Bishkek       |
| 2015 | Alay Osh (2)                   | Dordoi Bishkek             |                                                                              |                                    |